# Nicolas Costa

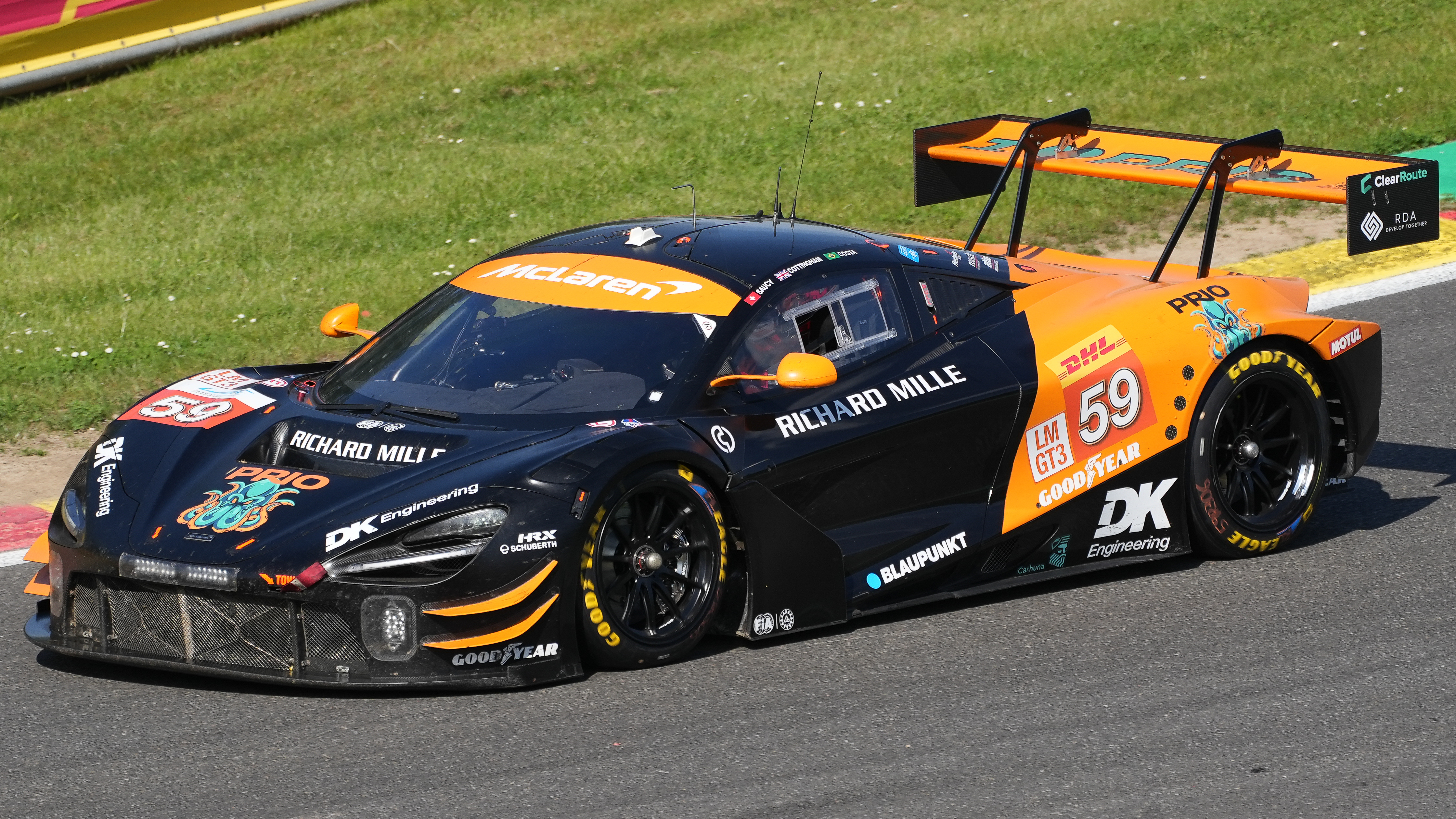
Der von Nicolas Costa beim 6-Stunden-Rennen von Spa-Francorchamps 2024 gefahrene McLaren 720S GT3 Evo

Nicolas Leite Rebelo Costa (* 13. November 1991 in Rio de Janeiro) ist ein brasilianischer Autorennfahrer.

## Karriere
Nicolas Costa begann seine Monopostokarriere in den Rennformeln Abarth, Mazda und 3. Sein größter Erfolg dabei war der Gewinn der Jahreswertung der Formel Abarth 2012. Nach dem Wechsel in den GT-Sport gewann er 2016 den Huracan-Cup der italienischen GT-Meisterschaft. Ein weiterer Erfolg war der Gewinn des brasilianischen Porsche-Carrera-Cups 2023.
Ab der Saison 2024 startete er in der FIA-Langstrecken-Weltmeisterschaft und fuhr dort einen McLaren 720S GT3 Evo von United Autosports.

## Statistik

### Le-Mans-Ergebnisse
| Jahr | Team              | Fahrzeug             | Teamkollege      | Teamkollege    | Platzierung | Ausfallgrund |
| ---- | ----------------- | -------------------- | ---------------- | -------------- | ----------- | ------------ |
| 2024 | United Autosports | McLaren 720S GT3 Evo | James Cottingham | Grégoire Saucy | Ausfall     | Motorschaden |

### Einzelergebnisse in der FIA-Langstrecken-Weltmeisterschaft
| Saison | Team              | Rennwagen        | 1   | 2   | 3   | 4   | 5   | 6   | 7   | 8   |
| ------ | ----------------- | ---------------- | --- | --- | --- | --- | --- | --- | --- | --- |
| 2024   | United Autosports | McLaren 720S GT3 | KAT | IMO | SPA | LEM | SAO | AUS | FUJ | BAH |
| 2024   | United Autosports | McLaren 720S GT3 | 29  | 28  | 20  | DNF | 22  | 19  | 20  | 20  |